# Mária Bárány
Mária Bárány, coniugata Bokorné (Budapest, 30 maggio 1934 – 8 agosto 2000), è stata una cestista ungherese.

## Carriera
Con l'Ungheria ha disputato i Campionati del mondo del 1957 e quattro edizioni dei Campionati europei (1952, 1954, 1956, 1958).